# فیترزبورگ (کنتاکی)
فیترزبورگ (به انگلیسی: Feathersburg) یک منطقهٔ مسکونی در ایالات متحده آمریکا است که در شهرستان ادیر، کنتاکی واقع شده‌است. فیترزبورگ ۳۱۳٫۰۳ متر بالاتر از سطح دریا واقع شده‌است.